# Belgrandiella koprivnensis
Belgrandiella koprivnensis is een slakkensoort uit de familie van de Hydrobiidae. De wetenschappelijke naam van de soort is voor het eerst geldig gepubliceerd in 1975 door Radoman.